# Guntur (vulkaan)
Guntur (Indonesisch: Gunung Guntur) is een complexe vulkaan op het Indonesische eiland Java in de provincie West-Java.